# Олим
Олим (рос. Олым) — річка в Російській Федерації, що протікає у Курській (Горшечений, Касторенський район; частково проходить по межі з Нижньодевицьким районом Воронезької області) та Липецькій області (Воловський, Тербунський, Долгоруковський райони; частково проходить по межі з Ливенським районом Орловської області). Права притока Швидкої Сосни (басейн Дону). Довжина — 151 км, площа водозабірного басейну — 3090 км².